# Błotniak czarnogłowy
Błotniak czarnogłowy (Circus melanoleucos) – gatunek średniej wielkości wędrownego ptaka z rodziny jastrzębiowatych (Accipitridae). Wędrowny; gniazduje we wschodniej, a zimuje w południowej i południowo-wschodniej Azji. Nie jest zagrożony wyginięciem.

## Taksonomia
Po raz pierwszy gatunek opisał Thomas Pennant w 1769 na podstawie holotypu ze Sri Lanki. Nadał mu nazwę Falco melanoleucos. Obecnie (2020) Międzynarodowy Komitet Ornitologiczny umieszcza błotniaka czarnogłowego w rodzaju Circus. Jest to gatunek monotypowy.

## Morfologia
Długość ciała wynosi 43–50 cm; rozpiętość skrzydeł 110–125 cm; masa ciała samca 254–325 g, masa ciała samicy 390–455 g. Samiec charakterystyczny; czarna głowa i pierś kontrastują z białym spodem ciała. Wierzch ciała czarny, podobnie jak pokrywy skrzydłowe średnie i lotki I rzędu wyróżniające się na tle szarej pozostałej części skrzydła. Krawędź skrzydła biała. Samica przypomina samicę błotniaka stepowego (C. macrourus) i łąkowego (C. pygargus), jednak spód skrzydła jest jaśniejszy, z węższymi paskami na lotkach, rzadszym paskowaniem na pokrywach podskrzydłowych i bardziej szarymi lotkami, a także cechuje się bardziej szarym ogonem z węższymi paskami.

## Zasięg występowania
Błotniaki czarnogłowe gniazdują na obszarze od południowej Syberii (Zabajkale) i wschodniej Mongolii na wschód po okolice Amuru i północno-wschodnie Chiny. Odnotowano również lęgi w północnej Mjanmie i północno-wschodnich Indiach (Asam). Zimowiska ciągną się od Indii i Sri Lanki po południowe Chiny, Borneo i Filipiny.

## Ekologia i zachowanie
Na terenach lęgowych błotniaki czarnogłowe zamieszkują suche stepy, doliny rzeczne, łąki, bagna, niecki jezior, mokradła na wybrzeżach, pola ryżowe i trzcinowiska. Żywią się niewielkimi gryzoniami, płazami, małymi ptakami i ich pisklętami. Podobnie jak inne błotniaki, zdobyczy szukają latając nisko ponad ziemią lub siedząc na ziemi.

### Lęgi
Na Syberii okres składania jaj przypada na maj, w północnej Mjanmie najprawdopodobniej na kwiecień, w Rosji, poza Syberią, na koniec maja. Gniazdo umieszczone jest na ziemi, w wysokich trawach, trzcinach albo szuwarach, niekiedy na krzewach. Zniesienie liczy 3–6 jaj o białej skorupce.

## Status
IUCN uznaje błotniaka czarnogłowego za gatunek najmniejszej troski (LC, Least Concern) nieprzerwanie od 1988. Trend liczebności populacji uznaje się za spadkowy.